# Ben Croshaw

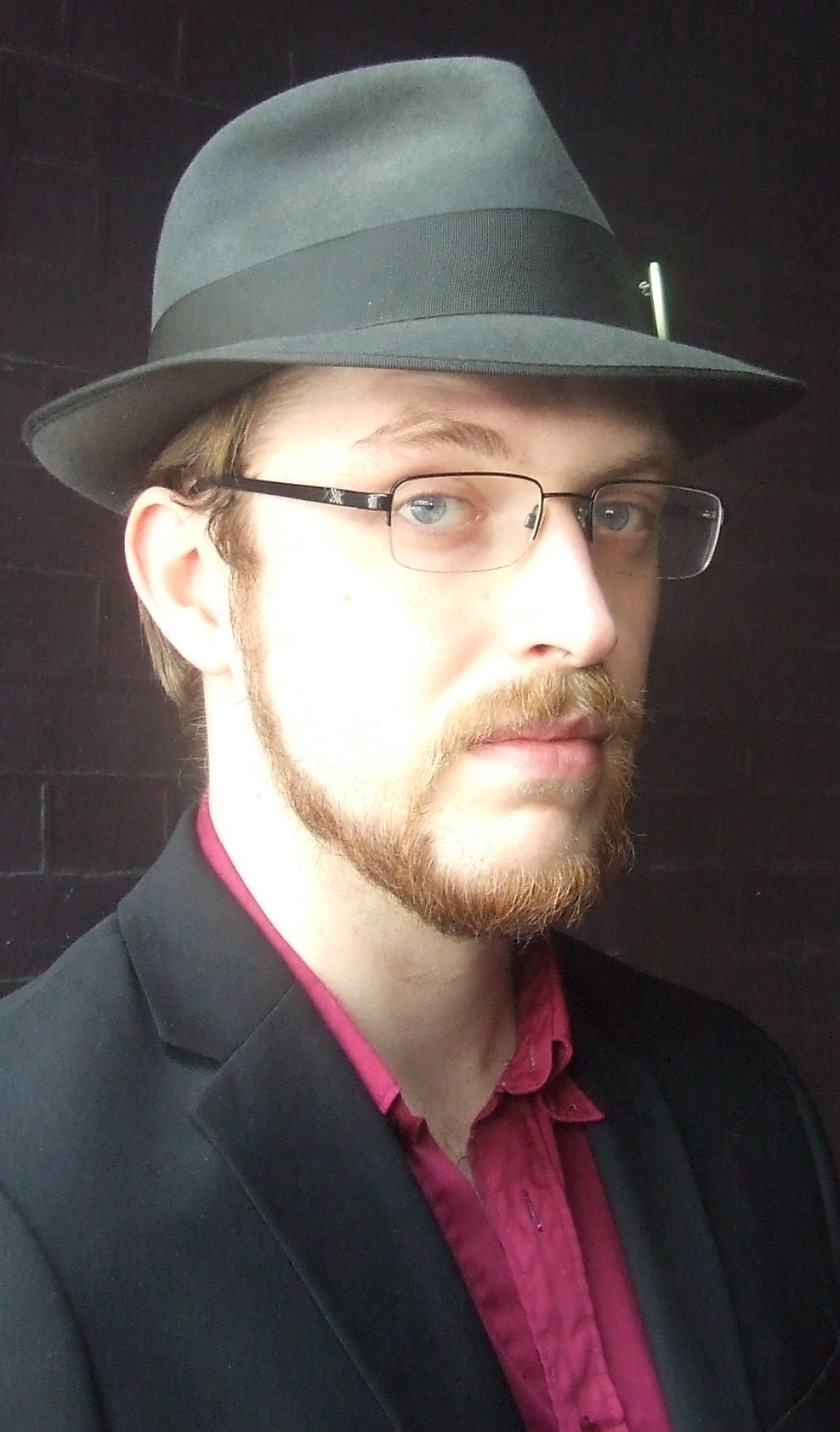
Ben Croshaw (2010)

Benjamin Richard „Yahtzee“ Croshaw (* 24. Mai 1983, Warwickshire, England) ist ein englischer Computerspielejournalist für das australische Hyper Magazine, PC Gamer und The Escapist. Sein bekanntestes Format ist die wöchentlich veröffentlichte Videokritik Zero Punctuation.

## Ludografie
Croshaw ist Autor mehrerer Adventure-Videospiele.
- Arthur Yahtzee Serie (2000)
- Rob Blanc Serie (2001)
- Trials of Odysseus Kent (2002)
- 5 Days a Stranger (2003)
- 7 Days a Skeptic (2004)
- 1213 (2005)
- Galaxy of fantaboulous Wonderment (2005)
- Trilby's Notes (2006)
- 6 Days a Sacrifice (2007)
- Art of Theft (2007)
- Poacher (2012)
- Hatfall (2015)
- The Consuming Shadow (2015)
- Something's In The Sea (2020)

## Englische Veröffentlichungen
- Mogworld (2010) ISBN 978-1-59582-529-2
- Jam (2012)
- Will Save the Galaxy for Food (2017)
- Differently Morphous (2019)
- Will Destroy the Galaxy for Cash (2020)